# Percus strictus
Percus strictus es una especie de escarabajo del género Percus, familia Carabidae. Fue descrita científicamente por Dejean en 1828.
Se distribuye por Italia, también en Francia, en la localidad de Corte (Córcega). Se ha encontrado a altitudes de hasta 1300 metros. Mide 19-34 milímetros de longitud.